# Gruta da Paixão
A gruta da Paixão é uma caverna localizada na cidade de Andaraí, próxima ao povoado de Ubiraitá, na Chapada Diamantina, região central do estado brasileiro da Bahia.

## Características
Situa-se numa altitude de 523 metros e tem seu nome derivado de estar em propriedade pertencente a uma família de sobrenome "Paixão". Fica próxima da gruta da Marota e até 2017 ainda não havia sido devidamente mapeada, embora tenha sido objeto de estudo por equipe da Universidade de São Paulo. Ao contrário da Marota, ali ainda não havia análise ou ações para o desenvolvimento do espeleoturismo até aquela data. É uma "gruta calcária extremamente seca, uma das maiores da região, possui 3km de extensão".
A entrada fica a cerca de 400 metros da propriedade dos Paixão, e fica virada para o norte, a aproximadamente um quilômetro da gruta da Marota. A visitação precisa ser agendada com os proprietários, e o acesso é controlado.
Em registro feito em 2011 assim os pesquisadores Givanni F. Seabra e Claudia Neu descreveram o lugar: "apresenta-se extremamente seca; as temperaturas e umidades relativas do ar em seu interior registraram médias de 23° C e 63%, respectivamente. Possui direção geral SE-NE, apresentando em destaque seis corredores paralelos e ricamente ornamentados por inúmeras colunas, estalactites, estalagmites, represas de travertinos, entre outros inúmeros espeleotemas. Há também em um de seus corredores um esqueleto de uma onça", concluindo: "razoavelmente planos e com poucos desníveis, os corredores e salões da Gruta da Paixão são de fácil acesso, requerendo para a sua visitação nada mais além do que iluminação individual e capacetes de segurança. Embora abundantes, os blocos e colunas abatidos encontrados por todo o interior da Caverna, não constituem obstáculos ao trânsito dos visitantes".